# Генералов, Василий Денисович
Васи́лий Дени́сович Генера́лов (8 [20] марта 1867, Потёмкинская, область Войска Донского — 8 [20] мая 1887, Шлиссельбург, Санкт-Петербургская губерния) — русский революционер-народоволец.

## Биография
Родился в семье донского казака.
Выпускник Новочеркасской гимназии.
В 1886 году поступил в Петербургский университет, вошёл в позднюю народовольческую группу А. И. Ульянова и др.
Принял активное участие в подготовке покушения на императора Александра III. 1 марта 1887 арестован на Невском проспекте, где должен был совершить покушение на царя.
Судом Особого присутствия Сената приговорён к повешению. Казнён в Шлиссельбургской крепости.

## Цитата
В своё оправдание я могу привести только то, что всегда, как и в данном случае, я поступал вполне так, как был убеждён, и согласно со своей совестью.

## Киновоплощение
- 1965 «Казнены на рассвете…». В роли Василия Генералова — Анатолий Семёнов